# Fernette Peak
Der Fernette Peak ist ein 2700 m hoher Berg in der antarktischen Ross Dependency. Im Königin-Maud-Gebirge ragt er aus dem südzentralen Teil des Roberts-Massivs auf.
Der United States Geological Survey kartierte ihn anhand eigener Vermessungen und Luftaufnahmen der United States Navy aus den Jahren von 1960 bis 1965. Das Advisory Committee on Antarctic Names benannte ihn 1970 nach Gregory L. Fernette (* 1949), Feldforschungsassistent des United States Antarctic Research Program von 1968 bis 1969.